# FL史密斯
FL史密斯& Co. A/S是一家位于丹麦哥本哈根的全球性工程公司。公司全球雇员1.1万名，向全球的水泥和采矿工业提供工厂、机器和服务以及咨询。FL史密斯在哥本哈根证券交易所上市，在40个国家设有办公室。

## 核心产业:水泥和采矿
FL史密斯的水泥产业一直是其核心经营活动。